# Star Wars-racer
Dette er en ufuldstændig liste over racer i det fiktive Star Wars-univers.
- Bothanere er pelsklædte pattedyr, omkring 1,5 meter høj. De kommer fra planeten Bothawui. Bothanere ligner i ansigtet udseende og krop struktur hunde, katte og/eller heste. De var kendt for at være mesterlige politikere og spioner. Bothanerne blev berømte på stjæle planerne til den anden dødsstjerne under slaget ved Korriban, som gjorde det muligt for oprørende at destruere rumstationen. De spillede en stor rolle i grundlæggelsen af Den nye Republik og i udviklingen af galaksens regering.
- Ewok er meget lave, men kan trods højden minde meget om bjørne, eller lignende dyr, som vi kender fra virkeligheden. Det vides at Ewokkerne umiddelbart opholder sig på skovmåne Endor.
- Gunganere er skabninger, der oprinder eller bor i undervandsbyen Otoh Gunga som ligger på Naboo. De er meget padde-agtige og lever i pagt med naturen. De har dog et lille udvalg af teknologi, der består af undervandsbåde og Energi-skjolde.
- Hutt er en ormeligende race. Hutterne regerer bl.a. på planeten Tatooine, hvor en af de mest omtalte og velkendte hutter er Jabba the Hutt. Navngivningen af en hutt er ofte et navn efterfulgt af "the Hutt".
- Ithorians er en art af intelligente pattedyr fra planeten Ithor. De er almindeligt kendt som "Hammerheads"(hammerhoveder) på grund af deres lange, krummer halsen og T-formet hoved. De bryder sig bestemt ikke om det navn. Normalt er Ithorians stille og fredelige og tyr hellere til deplomati end krig. Men man skal ikke lade sig narre, en Ithorian der er blevet tvunget ind i kamp er en frygtelig modstander.
- Jawa er et besynderligt folkefærd der bor på ørkenplaneten Tatooine. I filmene ser man aldrig en Jawa uden dens karakteristiske mørke rødbrunlige kåbe, og kraftigt lysende gulige øjne. Jawaerne er kendt for at handle med skrot og robotter. Alle kloge robotter skjuler sig når der er Jawaer i nærheden.
- Rancor er et monster der i filmene ses det i Return of the Jedi i Jabba the Hutts palads. En rancor er forholdsvist stor (omkring 10 meter), har små øjne, korte arme og forholdsvist korte ben, samt store tænder. Oprindeligt stammer rancor monsteret fra planeten Dathomir.
- Sandfolk er et folkefærd , der holder til på Tatooine. De kendetegnes ved at gå i nogle mørkebrune masker der har et karakteristisk design, og en lidt mere lys brun kropsbeklædning. Sandfolket kaldes også "Tusken Raiders" da de angreb og erobrede Fort Tusken, som nogle af de første bosættere på Tatooine byggede. Sandfolket er meget aggressivt overfor fremmede. Sandfolket er at finde i filmene The Phantom Menace, Attack of the Clones og A New Hope og i flere computerspil som f.eks Jedi Knight serien, The Phantom Menace osv.
- Twi'lek er en race der oprindeligt stammer fra planeten Ryloth. De ses i næsten alle farver og har to meget karakteristiske "haler", der stikker ud fra det bagerste af deres hoveder.
- Zabrak er en race af menneskelignende væsener med horn på hovederne. Deres hjemplanet er Iridonia, men de har koloniseret en række omkringliggende planeter. Zabrakker er meget viljestærke, stædige og stolte. Af kendte zabrakker kan nævnes: Agen Kolar, Bao-Dur, Eeth Koth, Kerian Sey og Darth Maul. Darth Maul optræder i filmen The Phantom Menace.